# Jung Yu-ra
Jung Yu-ra (født 6. februar 1992) er en kvindelig sydkoreansk håndboldspiller som spiller for Colorful Daegu og Sydkoreas kvindehåndboldlandshold. Hun spiller højre fløj.
Hun repræsenterede Sydkorea, under VM i kvindehåndbold 2011 i Brasilien, 2013 i Serbien og Sommer-OL 2020 i Tokyo.
Hun var også med til at vinde guld ved Asienmesterskabet i 2018 i Japan, efter finalesejr over Japan, med cifrene 30-25.